# Sigma Leonis
Sigma Leonis (Shishimai, 77 Leonis) é uma estrela na direção da constelação de Leo. Possui uma ascensão reta de 11h 21m 08.25s e uma declinação de +06° 01′ 45.7″. Sua magnitude aparente é igual a 4.05. Considerando sua distância de 214 anos-luz em relação à Terra, sua magnitude absoluta é igual a −0.04. Pertence à classe espectral B9.5Vs.